# Wichmann Schulrabe
Wichmann Schulrabe, auch: Wichmann Schulraven oder Schulrab oder Wichmannus Schulrabius (* 5. Juni 1549 in Hannover; † 21. September 1623 in Ronnenberg), war ein deutscher Schulrektor und Superintendent.

## Leben
Geboren 1549 in Hannover – wenige Jahre nach der unter Dietrich von Arnsborg eingeführten „Reformation von unten“ als Sohn des Cyriaeus, besuchte Wichmann Schulrabe zunächst die Schule in der Altstadt Hannovers, dann diejenige in Braunschweig, wo er nach guten Leistungen zurück nach Hannover zum Collaborator gerufen wurde. Ein Jahr später begann er sein Studium der Theologie an der Leucorea in Wittenberg, wo er 1549 seinen Magister-Titel erhielt.
1574 wurde Schulrabe zum Rektor der städtischen Schule in Hannover berufen sowie Prediger an der dortigen Marktkirche. Dann jedoch wurde ihm in einer Denunziationsschrift durch das lutherisch eingestellte Geistliche Ministerium vorgeworfen, er sei Sakramentierer und Calvinist. Zu seinen Anklägern gehörte neben Vitus Buscher und anderen auch der Prediger, Zeitzeuge und Chronist der zu jener Zeit auch in Hannover immer wieder grassierenden Pest, Ludolf Lange Letzter war aber wohl tatsächlich von der Angst vor Teufeleien und Zauberei getrieben, denn er denunzierte auch mindestens zwei Hexen, was für „[...] die Wisselsche“ und „[...] die Hertsche“ bald schlimme Qualen und ein jeweils schreckliches Ende zur Folge hatte. Schon nach zwei Jahren nach seinem Amtsantritt in Hannover verließ Schulrabe Hannover und wurde Prediger in Pattensen.
Später war Wichmann Schulrabe Superintendent in Ronnenberg. Neben dem Altar in der Ronnenberger Michaeliskirche ließ ein Kollege Wichmanns schon zu dessen Lebzeiten im Jahr 1609 ein Epitaph des Geistlichen aufstellen, wie die lateinische Umschrift aufzeigt. Die Inschrift bezeichnet Wichmann Schulrabe als

„[...] Hirten der Schafe Christi und als treuen Superintendenten rechtmäßig vorgesetzt dieser und den benachbarten Ortschaften.“

Zu diesen Ortschaften gehörten auch das Stift Barsinghausen, Gehrden, Hohenbostel, Kirchdorf, die Vogtei Langenhagen, Lenthe. Leveste, Linden, die Neustadt vor Hannover, das Stift Wennigsen und Wettbergen. Eine jüdische Gebetsstätte, die im 17. Jahrhundert in der Neustadt vor Hannover errichtet worden war, versetzte kirchliche Würdenträger des Calenberger Landes in Aufruhr. Unter Leitung von Wichmann Schulrabe beschwerten sie sich beim evangelischen Konsistorium in Wolfenbüttel, dass die Juden „auf der Neustadt vor Hannover“ einen „Tempel“ errichtet hätten. Wichmann Schulrabe wandte sich am 1. Februar 1613 schriftlich an das Konsistorium. In seiner Beschwerde hieß es, erst 1593 sei in der Calenberger Neustadt vor Hannover „der Tempel destruiert und abgeschafft“ worden. Der Herzog habe dort die Judenhäuser „der Kirche gnädliglich zugeeignet“. Folge war, dass noch im selben Jahr auch dieses zweite jüdische Gotteshaus in der Neustadt vor Hannover zerstört wurde.
Schulrabe starb 1623 in Ronnenberg, wenige Jahre nach dem Beginn des Dreißigjährigen Krieges.
Wichmann Schulrabe steht mit zahlreichen Mitverfassern von Schriften in Verbindung, die im Verzeichnis der im deutschen Sprachbereich erschienenen Drucke des 16. Jahrhunderts (VD 16) und dem VD 17 gelistet sind.

## Archivalien
Archivalien zu Wichmann finden sich etwa
- im Stadtarchiv Hannover, Register-Nummer B 8276: Christian Ludwig Kotzebue, Sammelband 1: Wahrhafftiger bericht und grundtliche verzeichniss des jenigenn, was sich zwischen den predigern tzu Hannover und M. Wichmanne Schulravenn, schulmeister daselbst, von dem 15. Decemb(ris) des 1575. jhars bis auff den 18. tag Martii des folgendenn 1576. jars warhafftig zugetragen und begeben hat. Untertitel bzw. Motto: Stabit in aeternum invicta veritas. Schrift um 1600, pag. 1–259 (zeitgenössisch), fol. 169–299

## Schriften (Auswahl)
- Trostpredigt/ Auß dem 56. Capittel des Propheten Esaiæ : bey der Leich vnd Begrebnis/ Des Ehrwirdigen vnnd Hochgelarten Herrn Doctoris Henrici Papæbvrgeri, General Superintendenten des Fürstenthumbs Braunschweig ... gedechtnis/ in der StifftsKirchen zu Wonstorff den 13. Junij Anno 1606. gehalten / Durch M. Wichmannum Schulrabium Special Superintendenten vnd Pastorn zum Ronnenberge, Wulffenbüttel: Söhne, 1606